# Revelation Road: Beginning of the End
Revelation Road: The Beginning of the End (Brasil: Estrada da Salvação: O Começo do Fim / Portugal: Estrada da Salvação: O Apocalipse) é um filme estadunidense de 2013, do gênero ação. O longa é dirigido e co-escrito por Gabriel Sabloff e estrelado por David A. R. White, Brian Bosworth, Andrea Logan White, Eric Roberts e Ray Wise.

## Sinopse
Josh (David A. R. White) é um caxeiro viajante com um passado suspeito que encontra-se em uma pequena cidade no interior do Texas. Após uma série de estranhos eventos, o mundo inteiro esta um caos e Josh tem que encarar uma gangue de motoqueiros, conhecidos como "Os Bárbaros", para ter uma chance de voltar para casa.

## Elenco
- David A. R. White ... Josh McManus
- Brian Bisworth ... Hawg
- Andrea Logan White ... Cat
- Eric Roberts ... Xerife Jensen
- Noell Coet ... Beth
- Jen Lilley ... Rachel
- Ray Wise ... Frank
- Eliza Roberts ... Marion
- Bruce Marchiano ... The Stranger
- Steve Borden ... Junkyard
- David Fralick ... Onionhead (creditado como David "Shark" Fralick)